# The Power of the Dance Floor
The Power of the Dance Floor – szósty studyjny album polskiego zespołu Czarno-Czarni. Materiał został nagrany w Studiu Polskiego Radia w Lublinie, w Studio Izabelin oraz w Studio Echo we Wrocławiu.
Płyta to kontynuacja współpracy zespołu z amerykańską wokalistką Holly Shepherd. Rok po premierze albumu Nudny świat, gdzie ukazał się utwór „The Power of Dance Floor”, grupa zdecydowała się na nagranie całego longplaya z udziałem Holly. Nagrania trwały od początku 2012 roku do października tegoż roku. W maju tego roku miał premierę pierwszy singiel z płyty, „Day lovely Day”, do tej piosenki nakręcono również teledysk. Tym razem oprócz ballad zespół nagrał kilka rockandrollowych piosenek. 

## Lista utworów
1. „Day Lovely Day”
2. „I Really Hate You”
3. „The Snowfall”
4. „An English Film”
5. „Nose”
6. „Irena the Spy”
7. „The Power of the Dance Floor”
8. „Mail”
9. „Something Crazy”
10. „In the Waiters Arms”
11. „The Last Day”
12. „Day Lovely Day” (bonus clip)

## Twórcy
- Holly Shephard – śpiew
- Jacek Jędrzejak „Dżej Dżej” – gitara basowa, śpiew
- Roman Lechowicz „Dżery” – gitara, śpiew
- Jarosław Lis „Piękny Roman” – perkusja, śpiew
- Piotr Sztajdel „Gadak” – instrumenty klawiszowe
- Jarosław Janiszewski – śpiew

oraz
- Robert Dobrucki – klarnet, saksofon
- Marcin Suszek – trąbka
- Sebastian Sołdrzyński – trąbka
- Tomasz Piątek – saksofon
- Paweł Skura, Piotr Zygo, Paweł Zając – realizacja
- Tadeusz Z. Wolański – tłumaczenie tekstów